# Jean-Baptiste Van Genechten
Pour les articles homonymes, voir Van Genechten.
 (février 2014).
Si vous disposez d'ouvrages ou d'articles de référence ou si vous connaissez des sites web de qualité traitant du thème abordé ici, merci de compléter l'article en donnant les références utiles à sa vérifiabilité et en les liant à la section « Notes et références ».
Jean-Baptiste Van Genechten, né le 7 août 1902 à Anderlecht où il est mort en 1986, est un aquarelliste et lithographe belge. Il est un des membres fondateurs du Groupe Royal Arts et Métiers « Évolution » dont il fut le président pendant plusieurs dizaines d'années.
Principalement paysagiste, les thèmes qui lui sont chers sont les impasses et ruelles de Bruxelles, les béguinages belges et hollandais, les paysages de Flandre, du Brabant, et de Grande-Bretagne, où il a séjourné pendant la Seconde Guerre mondiale.

## Biographie
Il est très tôt attiré par le dessin et la peinture, mais sur la demande insistante de ses parents, il entreprend en 1920 une carrière dans l'administration, au sein du Ministère des travaux publics. La même année, il s'inscrit en cours du soir à l'École St Luc, à Molenbeek-St Jean, puis à l’École professionnelle industrielle et d'arts décoratifs d'Anderlecht. Il eut comme maîtres les peintres F. Baeten et Louis Van den Eynde, le lithographe E. Friadt et le sculpteur Victor Voets.
Marié en 1926, Jean-Baptiste Van Genechten continue pendant plusieurs années à étudier à l'Académie. Il se voue plus particulièrement à l'aquarelle, à la lithographie et à l'eau-forte, fortement encouragé dans ces directions par ses maîtres Louis Titz et Arthur Douhaerdt, directeur du Cercle des études lithographiques (Institut des Arts & Métiers de Bruxelles). En 1936, il s'inscrit comme élève à l'Institut supérieur de l'Histoire de l'Art et d'Archéologie. Il en suivra les cours jusqu'à la guerre en 1939.
Dès 1928 il expose ses premières œuvres à Uccle dans le cadre d'une exposition consacrée à l'évocation des sites de cette ville. Il participe à la fondation de plusieurs groupes de jeunes artistes, tels que le Cercle d'Art « L’Éveil », ou encore le Groupe Arts & Métiers « Evolution » qu'il co-fonde le 12 septembre 1929 en compagnie de Jean-Baptiste Barbe, Jean-Baptiste Buisset et Louis De Potter, tous élèves ou anciens élèves de l'École Professionnelle, Industrielle et d'Arts Décoratifs d'Anderlecht. Il participe régulièrement aux expositions organisées par ces cercles mais aussi à celles montées par la section belge de la Société Française des Beaux Arts (Westende 1930, Tournai 1931, Liège 1932). Lors de l'exposition du Salon Quatriennal d'Art Belge, organisé au Palais des beaux-arts de Bruxelles en juin 1939, le jury de la Société Royale des Beaux Arts accepte quatre de ses œuvres : deux peintures et deux lithographies. Outre sa participation à de nombreux salons, dès 1933 il organise des expositions particulières de ses œuvres. Celle de 1938 est fort remarquée et son succès est souligné par la critique artistique des grands journaux de la capitale belge. C'est cette même année qu'il édite un album de 15 lithographies consacré aux « Impasses & Vieux coins de Bruxelles (Hoekjes en Steegjes). C'est une première série de lithographies originales exécutées directement sur pierre et sur zinc, préfacée par Marius Renard.
En 1939, il obtient, à l'Exposition Internationale de la Technique de l'Eau, à Liège, un diplôme spécial pour des travaux d'art décoratif exécutés par le Ministère des Travaux publics. En septembre 1939, il est détaché au secrétariat du ministère de l'Information nationale.
Quand la guerre survient, Jean-Baptiste Van Genechten quitte Bruxelles avec sa famille et gagne l'Angleterre. Sa carrière artistique connait un tournant décisif. Il soumet ses œuvres aux suffrages d'un nouveau public : le public d'Outre-Manche. La première exposition est un succès, au City Art Galleries de Worcester où il expose en octobre 1941 en compagnie de quatre autres artistes belges Mme Jeanne d'Arcy, Mme Lucette Heuseux, le Major J. Gerard et Mr Vandrlinden. L'exposition est prolongée. Une seconde exposition à la Public Library Museum et Art Galleries de Kidderminster, en décembre de la même année, est également un succès. Mais le Gouvernement Belge en exil, installé à Londres, a besoin de ses services et le rappelle auprès de lui pour lui confier la Direction du Service Technique et Artistique des Expositions itinérantes organisées par l'Office Belge d'Information et de documentation (INBEL) qui vont bientôt faire le tour de la Grande-Bretagne pour faire connaître l'effort de guerre de la Belgique et du Congo belge. Grâce à leur belle présentation, elles connaissent un succès de foule. Dans certaines villes, elles reçoivent jusqu'à 15 000 visiteurs en quelques jours.
Une fois ces expositions mises en route, Jean-Baptiste Van Genechten peut travailler quelque peu pour lui et même participer à quelques salons artistiques à Londres et à Édimbourg. Ses randonnées à travers le Royaume-Uni sont riches d'enseignement pour lui-même et pour son art. Sa manière y gagna beaucoup et sa palette s'enrichit de tons nouveaux. Il exposa quelques-unes de ses nouvelles aquarelles au salon de 1944 de la Royal Academy of Arts à Londres.
De retour dans son pays natal en 1945, il reprend son travail au sein de l'administration, d'abord au Ministère de l'Information Nationale puis, dès 1947, il revient au Ministère des travaux publics. Il retrouve le Groupe Arts & Métiers « Evolution », qui en 1954 devient le Groupe Royal Arts & Métiers « Evolution », dont il est le président et avec lequel il va exposer tous les six mois pendant plus de 50 ans.
Il reprend également l'organisation d'expositions individuelles. Citons en quelques-unes :
- 1948 à Bruxelles : « La Grande-Bretagne »
- 1952 à Bruxelles : « Art de la lithographie »
- 1953 à Anderlecht, visitée par Sa Majesté la Reine Élisabeth
- 1956 à Anderlecht : « La côte Belge »
- 1957 à Anderlecht : « Bruxelles et son charme »
- 1958 à Anderlecht : « Art de la lithographie »
- 1960 à Anderlecht : « Les Béguinages »
- 1962 à Anderlecht : « Anderlecht, ma commune natale »
- 1964 à Anderlecht : « Art de la lithographie et ses possibilités »
- 1969 à Anderlecht : « Vieil Anderlecht »

Il participe également aux expositions suivantes :
- 1961 « Trésors des Béguinages » au Musée des beaux-arts de Gand
- 1964 à 1982 Expositions annuelles « Les Arts en Europe » à Bruxelles, sous le Haut Patronage de Sa Majesté la Reine. Plusieurs de ses œuvres y sont primées.
- 1968 Exposition à Berlin-Neukölln - Allemagne
- 1969 3e Biennale delle Regioni Galleria Europa Arte à Ancône - Italie
- 1970 Exposition du Musée des beaux-arts de Liège
- 1970 à 1982 : nombreuses expositions à la Galerie Fondation Edmond Deglumes à Bruxelles
- 1979 « Bruxelles vu par ses artistes », à l'Hôtel de ville de Bruxelles

## Œuvres
Il est difficile d'estimer le nombre d'aquarelles peintes par Jean-Baptiste Van Genechten. Et si ses aquarelles sont signées, elles ne sont pas datées. L'artiste a très souvent placé près de sa signature un code constitué de 3 chiffres et/ou lettres, mais la clé de lecture de ce code semble aujourd'hui perdue.
Jean-Baptiste Van Genechten a publié plusieurs recueils de lithographies :
- Album de 15 lithographies originales « Impasses et vieux coins de Bruxelles » exposé dès 1933
- Album de 30 lithographies originales « Visages de Grande-Bretagne » exposé dès 1949
- Album de 25 lithographies « Mon Anderlecht » exposé dès 1950
- Album de 16 lithographies originales « Bruxelles et son charme » exposé dès 1957
- Album de 10 lithographies originales « La Côte Belge » exposé dès 1956
- Album de lithographies originales « Les Béguinages » en préparation en 1966